# Aleksander Sznapik
Aleksander Sznapik est un joueur d'échecs né le 10 février 1951 à Varsovie. Maître international depuis 1977, il fut un des meilleurs joueurs polonais des années 1980 et remporta le championnat de Pologne à quatre reprises (en 1976, 1980, 1984 et 1991).
Sznapik a représenté la Pologne lors de neuf olympiades de 1972 à 1992. En 1980 et 1982, il jouait au premier échiquier de l'équipe polonaise qui finit septième de la compétition, ce qui constitue le meilleur classement de la Pologne aux olympiades après la Seconde Guerre mondiale. Il participa également à deux championnats d'Europe par équipes :
- en 1973, la Pologne finit quatrième et Sznapik remporta la médaille d'argent individuelle à l'échiquier de réserve ;
- en 1989, Sznapik jouait au premier échiquier.

Sznapik remporta le festival d'échecs de Copenhague à deux reprises (en 1984 et 1989) et finit troisième du mémorial Viktor Goglidzé à Tbilissi en 1988.